# Фосатоне (Болоња)
Фосатоне (итал. Fossatone) је насеље у Италији у округу Болоња, региону Емилија-Ромања.
Према процени из 2011. у насељу је живело 307 становника. Насеље се налази на надморској висини од 24 м.